# Circocephalus maculatus
Circocephalus maculatus är en insektsart som beskrevs av Zheng, Z. 1985. Circocephalus maculatus ingår i släktet Circocephalus och familjen gräshoppor. Inga underarter finns listade i Catalogue of Life.